# José Manuel García García
José Manuel García García (Ḷḷuarca, 16 de març de 1968), fou un ciclista espanyol, professional entre 1993 i 1997. A la Volta a Catalunya de 1994, va quedar 2n en una etapa.

## Palmarès
- 1992
  - 1r a la Volta a Zamora
- 1997
  - Vencedor d'una etapa del Trofeu Joaquim Agostinho

### Resultats a la Volta a Espanya
- 1995. 34è de la classificació general